# Новый год на Канатчиковой даче
«Новый год на Канатчиковой даче» («Спать, рождественский гусь…») — стихотворение русского поэта Иосифа Бродского, написанное в январе 1964 года. Создано в тяжёлый для него период преследования со стороны советских властей и под впечатлением от нахождения в конце декабря 1963 — начале января 1964 года в московской психиатрической больнице им. Кащенко. Туда он лёг по настоянию друзей с целью установления ему диагноза, способного защитить от уголовного преследования за тунеядство. Однако условия нахождения в больнице привели поэта в крайне тяжёлое состояние, и через несколько дней после Нового года он покинул больницу. Литературоведы относят произведение к неформальному циклу так называемых «Рождественских стихов», создаваемых им с перерывами на протяжении нескольких десятилетий как в СССР, так и в США, куда он был выслан в 1972 году. Стихотворение насыщено интертекстуальными отсылками, сложными метафорами и символами, отражающими мрачные впечатления автора от лечебницы. 

## История создания
Спать, рождественский гусь,

отвернувшись к стене,

с темнотой на спине,

разжигая, как искорки бус,

свой хрусталик во сне.

Ни волхвов, ни осла,

ни звезды, ни пурги,

что младенца от смерти спасла,

расходясь, как круги 

от удара весла.
29 ноября 1963 года в газете «Вечерний Ленинград» появилась разгромная статья «Окололитературный трутень», где авторы Я. Лернер, М. Медведев и А. Ионин клеймили официально нигде не работающего Иосифа Бродского за «паразитический образ жизни», «формализм» и «упадочничество». Было очевидно, что статья является сигналом к преследованиям и, возможно, аресту за тунеядство. Юридическим обоснованием таких мер выступал принятый 4 мая 1961 года указ Верховного Совета СССР «Об усилении борьбы с лицами, уклоняющимися от общественно полезной работы и ведущими антиобщественный, паразитический образ жизни». Однако по меркам советской законности Бродского нельзя было отнести к указанной в нормативном акте категории лиц, против которых он был первоначально направлен (впоследствии указ стал активно применяться к неблагонадёжным гражданам, инакомыслящим). Так, в первой половине 1960-х годов он начал хоть и немного, но официально зарабатывать литературным трудом: в 1962 году в печати появилось его первое стихотворение, в 1963 году несколько переводов кубинских и югославских поэтов. Также были заключены договоры на другие переводы, но они были аннулированы по настоянию инициаторов кампании против поэта, в частности Лернера.
25 декабря 1963 года по ходатайству прокурора Дзержинского района Ленинграда было назначено слушание дела в отношении Бродского общественным судом, который мог передать материалы в районный суд. Однако этого не произошло, так как к этому времени Бродский по совету друзей уехал в Москву, чтобы пройти психиатрическое обследование. В основе этого шага была надежда на то, что диагноз психического расстройства поможет избежать уголовного преследования. Это решение было принято на «военном совете» в доме Виктора Ардова, при участии других друзей, в том числе Анны Ахматовой, а также самого Бродского. Лев Лосев, друг и биограф поэта, писал по этому поводу: «Видимо, всем им это казалось недурным решением проблемы: посидит под крылом у знакомых психиатров, а тем временем ленинградские мерзавцы угомонятся. И в будущем психически неуравновешенного, как будет свидетельствовать медицинская справка, молодого человека оставят в покое».   
После такого совместного решения при помощи знакомых врачей Бродского поместили в московскую психиатрическую больницу им. Кащенко (известна в народе как «Канатчикова дача»). Это было тяжёлое испытание, про что он позже вспоминал очень болезненно. Он провёл в психиатрической больнице лишь несколько дней (до 2 января 1964 года), так как испугался, что пребывание там сведёт его с ума, и попросил друзей вызволить его оттуда, несмотря на их усилия, направленные на то, чтобы его туда приняли. По свидетельству Михаила Ардова, Бродский кричал ему из прогулочного дворика через забор, чтобы Виктор Ардов принял меры к его безотлагательному освобождению: «Я не могу! Я больше не могу!» Ардов писал, что если бы поэт придерживался их первоначального плана, ему бы не пришлось выдержать те испытания, которые выпали на его долю впоследствии: тюрьма, повторное психиатрическое обследование, тенденциозный суд, высылка. «Увы!» — в сердцах заключал он. Во многом с такой точкой зрения был согласен и Лосев. Ася Пекуровская, литературовед и знакомая поэта в 1960-е годы, в своей книге «Непредсказуемый Бродский» стремилась к опровержению некоторых «легенд», связанных с ним, в частности, во время так называемого «дела Бродского». Одним из объектов её развенчания стали «карательная психиатрия» в отношении «диссидента» Бродского во время нахождения на Канатчиковой даче, не являющейся печально известным советским медучреждением с тюремным режимом. Это прослеживается в его интервью на эту тему и было поддержано со стороны некоторых биографов. По её мнению, Лосев в своих работах чрезмерно акцентировал внимание на «воображаемых несчастьях» и оправдании причин его состояния:  
В 1961 году была впервые издана Инструкция по неотложной госпитализации психических больных, представляющих общественную опасность. С этой инструкции началась новая эра в истории карательной медицины — внесудебное лишение свободы и насилие над здоровьем людей осуществлялось уже не по приговору суда, а по произволу местной власти». Конечно, привилегированное место, которое занимал в госпитале Бродский, не имело касательства ни к этой инструкции, ни к умышленной экскульпации, практиковавшимся в психиатрических заведениях тюремного типа
.
Под свежими впечатлениями от нахождения в психиатрической клинике было закончено стихотворение «Новый год на Канатчиковой даче» (известное по инципиту «Спать, рождественский гусь…», датированное 2 января 1964 года. Из черновика письма Ахматовой официально признанному поэту Алексею Суркову известно, что Бродскому диагностировали «шизоидную психопатию» (шизоидное расстройство личности). Предполагается, что одним из мотивов досрочного выхода из больницы могли стать сложные отношения с художницей Марианной Басмановой, с которой он познакомился в 1962 году. Несколько лет она занимала значительную часть его жизни, ей под инициалами «М. Б.», посвящались многие произведения поэта. После выхода из больницы, видимо, уже 2 января, Бродский узнал о её связи с поэтом Дмитрием Бобышевым (они провели вместе встречу Нового года) и срочно выехал в Ленинград для выяснения отношений. Подавленное состояние могло усугубиться тем, что 8 января в газете «Вечерний Ленинград» появилось несколько «писем читателей», призывающих к привлечению к ответственности «тунеядца Бродского». На этот период приходится попытка самоубийства: через несколько дней после выхода из больницы и возвращения в Ленинград он попытался перерезать себе вены. Запись об этом событие в дневнике Лидии Чуковской датирована 9 января.  
13 февраля Бродского арестовали по обвинению в тунеядстве, поместили в одиночную камеру Дзержинского райотдела милиции, где на следующий день у него случился сердечный приступ. В ходе первого слушания по ходатайству адвоката Дзержинский суд постановил направить Бродского на принудительную судебно-психиатрическую экспертизу. В связи с этим он прошёл обследование в ленинградской психиатрической больнице № 2. Там он провёл три недели, причём первые три дня в палате с буйными больными. Заключение экспертизы гласило: «В наличии психопатические черты характера, но трудоспособен. Поэтому могут быть применены меры административного порядка». Впоследствии он называл этот период своей жизни самым тяжёлым и представил его в поэме «Горбунов и Горчаков» (1965—1968). 13 марта Бродский был приговорён к максимально возможному по указу о «тунеядстве» наказанию — пяти годам принудительного труда в отдалённой местности. После чего он был сослан в Коношский район Архангельской области, где поселился в деревне Норенская (Норинская). Там он прожил полтора года (с 25 марта 1964 по 4 сентября 1965 года), работая в совхозе «Даниловский». 4 сентября 1965 года срок был сокращён до 1 года и 5 месяцев. В 1972 году Бродский был лишён гражданства и отправлен в эмиграцию.

## Художественные особенности
Литературоведы относят произведение к неформальному циклу так называемых «Рождественских стихов», создаваемых Бродским на протяжении нескольких десятилетий как в СССР, так и в США. В 1992 году при участии автора и Петра Вайля они были изданы отдельной книгой. В часто цитируемом интервью 1993 года Бродский говорил о значении этой темы в своём творчестве: «Рождество — это просто день рождения Иисуса Христа. Единственный человек или Богочеловек, чей день рождения я считаю своим долгом справлять, до известной степени. Лет с 24—25, с тех пор, как я принялся писать стихи более или менее всерьёз, я к каждому Рождеству пытался написать стихотворение, поздравление с днём рождения, как родственника поздравляют. Несколько раз я пропустил эту возможность, что-нибудь вставало поперёк дороги». Первое стихотворение из этого цикла появилось в 1961 году («Рождественский романс»). Значительный перерыв имел место с 1972 года по декабрь 1980 года, а также с 1981 по 1987 год. Последним стихотворением из этой серии является написанное в декабре 1995 года «Бегство в Египет». Некоторое время, ещё начиная с «Рождественского романса», тема светлого религиозного праздника у поэта была менее выражена, чем у новогоднего торжества — одной из главных советских календарных дат. Однако и в стихах американского периода, когда рождественская символика преобладает, тема светского праздника неоднократно затрагивается. 
Стихотворение построено в форме обращения поэта к самому себе, его внутреннего размышления. Он старается уснуть в новогоднюю ночь в психиатрической больнице. При этом образы его видений, связанные с рождественской символикой, переплетаются с пугающими аспектами больничных реалий. Нахождение в медицинском заведении, где поэт лишён традиционных рождественских атрибутов («Ни волхвов, ни осла, // ни звезды, ни пурги»), подчёркивает несчастливый период в его жизни. Произведение, отсылающее к мотивам колыбельной песни, характеризуется подавленным, мрачным состоянием духа автора, представляющего себя в образе «рождественского гуся», подаваемого на стол. Колыбельная позволяет автору забыться, отвлечься от своей участи: «Спи, рождественский гусь. // Засыпай поскорей», — проговаривает он. В этой метафоре присутствуют некоторые жертвенные мотивы: автор отождествляет себя с подаваемым к столу праздничным блюдом. Российские литературоведы Анна Сергеева-Клятис и Олег Лекманов усматривают здесь отсылки к песне автора и исполнителя Александра Галича «Новогодняя фантасмагория». Так, Бродский сравнивает себя с рождественским гусем; его герой помещён между двух батарей отопления, словно «между яблок и слив // два крыла расстелив, // головой в сельдерей». У Галича схожий образ представлен в виде рождественского поросёнка («лежит в сельдерее, убитый злодейским ножом»). Другой интертекстуальной отсылкой — более бесспорной — является упоминание о «шестой палате», восходящей к названию знаменитого рассказа Антона Чехова «Палата № 6» (1892). Нахождение между двух батарей отсылает к мере воздействия, применяемой в советской психиатрии — так называемой «влажной укрутке». Диссидент Владимир Буковский называл её одной самых суровых мер наказания в карательной медицине: «Это использование влажной парусины, которой обматывался пациент от пяток до головы. Обматывался настолько плотно, что ему было трудно дышать. Когда эта парусина начинала сохнуть, она садилась, сжималась, и человек чувствовал себя ещё хуже».
Ещё одной составляющей образа лирического героя является поющий сверчок, находящийся под плинтусом: «Эта песня сверчка // в красном плинтусе тут, // словно пенье большого смычка». Издаваемые им звуки контрастируют с насильственными практиками лечебницы, представленной как ненормальный, несвободный институт. В этом месте «актуализирована в стихах тема страха, белого цвета как аналога больницы, безжизненности, смерти, несвободы». Несмотря на тяжёлую ситуацию, характеризующую одинокого человека в палате, исследователи находят и другие интонации, менее мрачные. Так, к этому можно отнести некоторые иронические черты: «ночь белеет ключом / пополам с главврачом». По мнению филолога Елены Айзенштейн, в финальном трёхстишии представлены «образы существования автора в психиатрической больнице, его ощущение жути переживаемого момента»: «ужас тел — от больниц, // облаков — от глазниц, // насекомых — от птиц». Сергеева-Клятис и Лекманов, резюмируя свои выводы, писали: «Безотрадная картина, изображающая существование человека в сумасшедшем доме, расширилась теперь до безотрадной картины, изображающей жизнь человека в сумасшедшем мире. Круги, которые нимб пурги (метафора Рождества) „пускает“ вот уже в течение двух тысяч лет, до сих пор остались не востребованы человечеством. Их оказывается способным пропустить сквозь себя только тот, кто сам попал в положение жертвы — „рождественский гусь“ из палаты № 6». К теме сумасшествия, психиатрической медицины поэт неоднократно обращался и в дальнейшем, что вообще было характерно для советского поэтического дискурса второй половины XX века. Так, действие стихотворения 1964 года Бродского происходит в той же лечебнице, что и в иронической песне Владимира Высоцкого «Письмо в редакцию телевизионной передачи „Очевидное-невероятное“ из сумасшедшего дома» (1977), также неоднократно затрагивающего эту тему и в других своих произведениях. Российский филолог Михаил Перепёлкин объяснял обращение столь несхожих поэтов к этой проблематике социально-историческими мотивами и некоторой общностью художественной эволюции. Если сначала для барда «сумасшествие» — это стремление уяснить, что считается патологией: «болен ли человек или больна реальность вокруг него», то позднее его интерес к теме безумности представляет собой сатиру на повальное сумасшествие, «охватившего всё общество и проникшего во все уголки души и сознания советского человека». У ленинградского поэта исследователь находит иные мотивы: 
«Болезнь» Бродского — это поиск выхода из «помешанной» реальности в «другую» реальность, в метафизику. В семидесятые этот поиск теряет остроту, перестаёт означать для человека выход из конфликта с современниками, но не отменяется совершенно. Безумие становится для поэта абсолютным синонимом метафизики.